# Lachamp
Lachamp är en kommun i departementet Lozère i regionen Occitanien i södra Frankrike. Kommunen ligger i kantonen Saint-Amans som tillhör arrondissementet Mende. År 2018 hade Lachamp 175 invånare.

## Befolkningsutveckling
Antalet invånare i kommunen Lachamp
| Referens: INSEE |